# Santo Domingo de Guzmán (El Greco)
Santo Domingo de Guzmán es el tema de tres tipologías realizadas por El Greco sobre este santo. El Tipo-I es considerado el más importante, tanto por la cantidad como por la calidad de los lienzos conservados. Han llegado hasta nuestros días cuatro lienzos pertenecientes al Tipo-I, que componen las referencias 203. 204, 205 y 206 en el catálogo razonado realizado por el profesor e historiador del arte Harold Wethey, especializado en El Greco.                                                                                                                         

## Introducción
Domingo de Guzmán (Caleruega 1170-Bolonia, el 6 de agosto de 1221), firme partidario de la Iglesia católica, fue el fundador de la Orden de Predicadores, también conocida como Dominicos, y popularizó el uso del Rosario después de recibir una visión. San Buenaventura comenta sobre él "Benigno ai suoi ed ai nemici crudo".

### Análisis del tipo I
En el Tipo I, El Greco representa a Santo Domingo arrodillado, vestido con el hábito religioso de los dominicos, que consiste en un manto negro sobre el hábito blanco.
Según Harold Wethey, el Tipo-I de este tema es una de las mejores creaciones del Greco. El santo está arrodillado, rezando ante un Crucifijo, con las manos unidas a su cuerpo, y ligeramente girado a la izquierda del espectador. La sabiduría de la pincelada y de la composición, así como la contención en el color, transmiten una sensación de intensidad espiritual. Estos temas fueron especialmente populares durante la Contrarreforma, ya que alentaban una respuesta emocional por parte del espectador.
Como señala José Gudiol, las diferencias entre las tres versiones de esta tipología son mínimas. Un celaje de intensas y dinámicas luces sirve de fondo a Santo Domingo. La iluminación actúa de forma magistral, dando una calidad especial a la vestimenta del santo, que refleja el colorido azulado y violáceo del cielo, y cuyas sombras producen una gran sensación de relieve. La inclinación del personaje da una sensación de ritmo, que se trasmite a los pormenores del celaje.

#### Versión de la UNICEF
- Pintura al óleo sobre lienzo; 75 x 58 cm.; 1600-10; Ha sido donado a la Unicef; Catálogo de Wethey: número 206.

- En la roca de la izquierda existe lo que parece ser los restos de una firma.

Según Harold E. Wethey, la técnica es típica del taller del Greco, pero la calidad del lienzo indica que fue reelaborado por el propio maestro.  Según José Gudiol, ésta es la versión más naturalista.

##### Procedencia
- Probablemente, Marqués de Aldama, Madrid;
- Thomas Harris, Londres (1931), quien probablemente lo vendió a:
- Colección Contini Bonacossi; Florencia. (1878-1955)
- Galería Julius Böhler, Múnich (1970)
- Adquirido por el Dr. Gustav Rau (1922-2002
- Legado por el Dr. Gustav Rau a la UNICEF, año 2002.[6]

#### Versión de colección privada (Madrid)
- Pintura al óleo sobre lienzo; 118 x 86 cm.; Catálogo de Wethey: número 203.

- Firmado en la roca en la parte inferior izquierda, con letras cursivas griegas: δομήνικος θεοτοκóπουλος ε'ποíει

Según Harold E. Wethey, este lienzo, muy probablemente fue el primero de este tema, debido a la calidad de su técnica, más alta que la de otros ejemplares.
Santo Domingo, vestido con el hábito dominico, aparece arrodillado frente a un celaje azul con nubes blancas claras, muy diferentes de los últimos cielos tormentosos del Greco. Este lienzo, recientemente restaurado, se encuentra en muy buen estado.

##### Procedencia
- A.Sanz Bremón, Valencia;
- Marqués de Amurrio, Madrid, quien lo adquirió a Sanz Bremón en 28 de mayo de 1924;
- Legado a su hijo;
- Colección privada.

#### Versión de la Catedral de Toledo

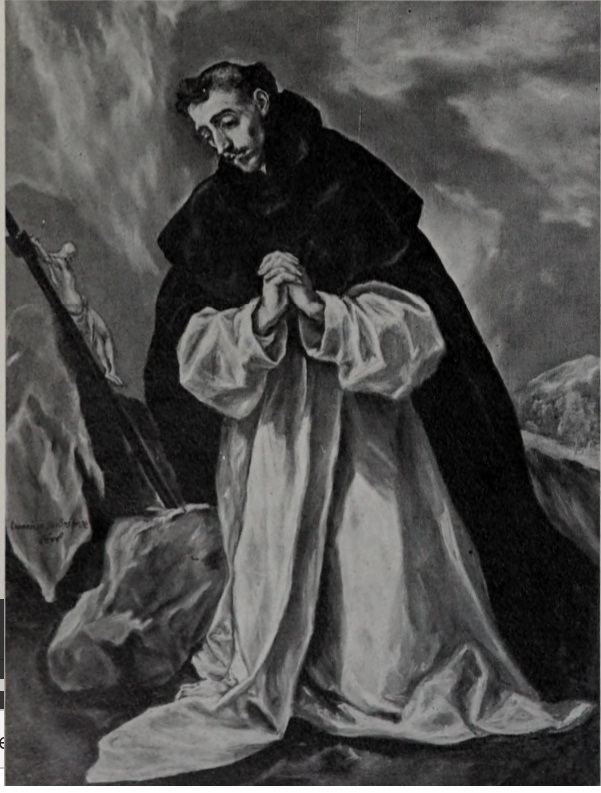
Fotografía de la Versión de la Catedral de Toledo.

- Pintura al óleo sobre lienzo; 120 x 88 cm.; 1600-05; Sacristía de la Catedral de Toledo; Catálogo de Wethey: número 204.

- Firmado en la roca de la izquierda: δομήνικος θεοτοκóπουλος ε'ποíει

La brillante pincelada es especialmente evidente en el tratamiento ilusionista del hábito blanco con tonos más azules. El celaje tiene el tono azul de las obras personales del Greco, y no el tono azul negruzco característico de las obras de su taller. La cabeza del santo está bordeada por una especie de halo formado por las nubes. Las luces blancas y rojizas en las rocas grises son de gran efecto.

#### Versión del Museo de Bellas Artes de Boston
- Pintura al óleo sobre lienzo; 104,7 x 82,9 cm.; 1605-10; Museo de Bellas Artes (Boston); Catálogo de Wethey: número 205.

- Firmado en la parte inferior de la roca a la izquierda: δομήνικος θεοτοκóπουλος ε´ποíει

Según Harold E. Wethey, aunque la calidad de este lienzo es buena, no alcanza el mismo grado que la de la versión de la Catedral de Toledo, que reproduce con ligeras variaciones. 
Según José Gudiol, ésta es la versión más dramática. Es interesante señalar que esta obra perteneció al artista Edgar Degas.

##### Procedencia
- 1896, Zacharie Astruc (1833 - 1907), París;
- septiembre 1896, vendido por Astruc a Edgar Degas (1834 - 1917) París;
- 26 de marzo de 1918, venta de los bienes de Degas a la Galerie Georges Petit, lote número 3;
- por 52,500 fr. a Trotti et Cie.;
- para Hermann Heilbuth (b.1861 - d.1945)
- Copenhague; alrededor de 1920/1923, probablemente vendido por Heilbuth a la Ehrich Gallery, New York;
- 1923, vendido por la Ehrich Gallery al Museo de Boston por $12,000.  (Accession Date: 7 de junio de 1923)